# منيف الرزاز
أحمد منيف الرزاز، سياسي عربي، ولد في دمشق عام 1919. هاجر مع أسرته إلى عمان عام 1925 ، وتخرج طبيباً في جامعة القاهرة وعاد إلى عمان ، وأنضم إلى حزب البعث العربي الاشتراكي عام 1950 ، ونُفي إلى سوريا عام 1952 ، وأعتقل مع مجموعة من السياسين الضباط الأحرار عام 1957 في سجن الجفر في معان، واعتقل للمرة الثانية عام 1963 على إثر محادثات الوحدة بين مصر وسوريا والعراق. أطلق سراحه سنة 1964 ووضع تحت الإقامة الجبرية.

## إنتخابه
أنتخب أميناً عاماً لحزب البعث العربي الاشتراكي سنة 1965 فانتقل إلى دمشق ، ثم عاد إلى الأردن سنة 1967 ، وشارك الهيئات القيادية للمقاومة الفلسطينية. انتخب سنة 1977 أميناً عاماً مساعداً لحزب البعث فانتقل من عمان إلى بغداد ، ثم نُحّي عن هذا المنصب عام 1979 وفرضت عليه الإقامة الجبرية مع زوجته (لمعة بسيسو) وابنته (زينة) ، وتوفي وهو قيد الإقامة الجبرية في بغداد في عام 1984 ، وبناءً على وصيته الوحيدة دفن في الأردن.
ومن الجدير بالذكر أن منيف الرزاز هو والد الكاتب مؤنس الرزاز و رئيس الوزراء الأردني د. عمر الرزاز.

## مؤلفاته
- الحرية ومشكلاتها في البلدان المتخلفة. نشره دار العلم للملايين بيروت بدون سنة نشر.
- معالم الحياة العربية الجديدة. نشره دار العلم للملايين بيروت 1960.
- فلسفة الحركة القومية العربية. نشرته المؤسسة العربية للدراسات والنشر بيروت 1978.
- تطور معنى القومية. نشره دار العلم للملايين بيروت بدون سنة نشر.
- أزمة اليسار العربي. نشرته دار الطليعة بيروت 1975.
- السبيل إلى تحرير فلسطين .نشرته المؤسسة العربية للدراسات والنشر بيروت 1974.
- فلسطين والوحدة 1969 - 1975. نشرته المؤسسة العربية للدراسات والنشر بيروت 1975.
- الوحدة العربية هل لها من سبيل؟. نشرته المؤسسة العربية للدراسات والنشر بيروت 1974.
- لقاء الثورات واللقاء الثوري. نشرته دار الطليعة بيروت بدون سنة نشر.
- أحاديث في العمل الفدائي. نشره دار الطليعة بيروت 1970.

كما له أيضاً كتاب التجربة المرة عن تجربته الطويلة مح حزب البعث وهي بمثابة نقد ذاتي لممارسات الحزب ويُقال ان نشر هذ الكتاب هو الذي تسبب في سجنه والتخلص منه بعد ذلك من قبل الحزب في بغداد